# سلرو
سلرو (به ایتالیایی: Sellero) یک کومونه در ایتالیا است که در استان برشا واقع شده‌است. سلرو ۱۳٫۹ کیلومتر مربع مساحت و ۱٬۵۰۱ نفر جمعیت دارد و ۳۷۶ متر بالاتر از سطح دریا واقع شده‌است.